# Madior Diouf
Pour les articles homonymes, voir Madior et Diouf.
Madior Diouf, né en 1939 à Fimela et mort le 23 janvier 2025 à Dakar, est un universitaire et un homme politique sénégalais, leader du Rassemblement national démocratique (RND) et plusieurs fois ministre.

## Biographie
Professeur de littérature à l'Université Cheikh Anta Diop, Madior Diouf est né en 1939 à Fimela dans la région de Fatick.
Il a été ministre de la Culture dans le second gouvernement de Moustapha Niasse.
Candidat à l'élection présidentielle sénégalaise de 1993, il se classe sixième sur huit candidats, avec 12 635 voix, soit 0,97 %.
Le 13 juillet 2008, il est réélu à la tête du RND, le parti fondé par Cheikh Anta Diop.

## Publications
- Comprendre Véhi-Ciosane et le Mandat d'Ousmane Sembène, 1986
- Critique d'une œuvre: Nini, mulâtresse du Sénégal, d'Abdoulaye Sadji, 1990
- Note de lecture : La civilisation Sereer, Pangool De Henry Gravrand, Dakar, NEAS, 1990, Éthiopique 53
- La personnalité Sereer à travers les âges : La civilisation Sereer d'hier à demain, acte du colloque des journées culturelles du Sine. Fatick, 10-12 mai 1991.